# Песочное (Тульская область)
Песочное — деревня в Арсеньевском районе Тульской области России. 
В рамках административно-территориального устройства входит в Аранский сельский округ Арсеньевского района, в рамках организации местного самоуправления входит в муниципальное образование Манаенское со статусом сельского поселения в составе муниципального района.

## История

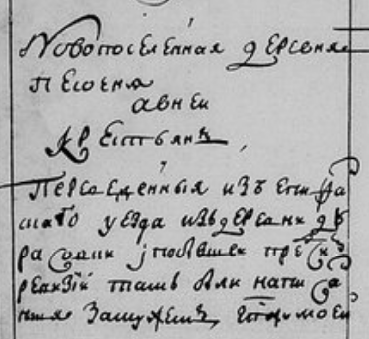
Фрагмент Ревизской сказки 1782 года

Деревня Песочное возникла в 1782 году при реке Исте в Белёвском уезде в связи с переселением крестьян из деревни Дурасово Епифанского уезда Тульской губернии.
В церковном отношении жители деревни относились к приходу Свято-Троицкой церкви с. Сергиевское (бывшее с. Комарёво). Сведения метрического характера нужно искать в Государственном архиве Тульской области указанного прихода.
Крестьяне Песочного были крепостными. Их помещиками были дворяне из рода Князевых. Помещики кроме Песочного владели с. Сергиевское, Верхе Комарово, Хлопово, Колодизено. В архивных документах д. Песочное часто упоминается, как Песочня.
Жители занимались хлебопашеством и собиранием пеньки.
В 1870 году в деревне была открыта школа грамоты.
Дворяне, владевшие деревней до 1917 года
- Анисим Титович Князев (1722—1798) и его супруга Александра Николавна (Шеншина);
- Сергей Анисимович Князев (1760—1820);
- Валериан Сергеевич Князев (1800—1870), штабс-ротмистр;
- Михаил Валерианович Князев (1856—1933), владел до 1917 года.

## Население
| 2010 |
| ---- |
| 32   |

В 1782 г. — 519 человек (258 мужчин и 261 женщина)
В 1859 г. — 227 человек (110 мужчин и 117 женщин).
В 2020 г. — 32 человека